# Distrito de Alto Selva Alegre

Mapa distrital de la provincia (ampliar para ver detalles.).

El distrito de Alto Selva Alegre es uno de los veintinueve que conforman la provincia de Arequipa, ubicada en el departamento de Arequipa en el Sur del Perú.
Desde el punto de vista jerárquico de la Iglesia católica forma parte de la Arquidiócesis de Arequipa.

## Historia
Fue fundado como Urbanización "Alto de la Selva Alegre" por un grupo de personas, entre ellos, Alejandro Pareja Bueno, Miguel Escalante Vela y Augusto Rivera Bueno. Es un distrito ubicado entre el Centro Histórico y el Volcán "Misti", separado de Cayma por el Río "Chili" y también separado de Miraflores por la torrentera. El distrito en forma delgada, como una torre de cabeza, fue creado mediante Decreto de Ley n.º 25849 del 6 de noviembre de 1992, en el gobierno del Presidente Alberto Fujimori.

## Autoridades

### Municipales
- 2023 - 2026[4]
  - Alcalde: Alfredo Willy Benavente Godoy, del Movimiento Juntos por el Desarrollo de Arequipa.
  - Regidores:

  1. Marco Gleny Sanchez Orihuela (Movimiento Juntos por el Desarrollo de Arequipa)
  2. Irina Rubelicia Pinto Meneses(Movimiento Juntos por el Desarrollo de Arequipa)
  3. Juan José Ríos Ponce (Movimiento Juntos por el Desarrollo de Arequipa)
  4. Geanella Milagros Odria Amable (Movimiento Juntos por el Desarrollo de Arequipa)
  5. Brian Harold Cupe Curahua (Movimiento Juntos por el Desarrollo de Arequipa)
  6. Mitsu Alexandra Quispe Zea (Movimiento Juntos por el Desarrollo de Arequipa)
  7. David Lizardo Davila Portugal (Movimiento Juntos por el Desarrollo de Arequipa)
  8. Edgard Cuentas Reyes (Alianza para el Progreso)
  9. Maria Trinidad Gomez Álvarez (Alianza para el Progreso)
  10. Elias Cuadros Pinto (Yo Arequipa)

## Festividades
Las principales Festividades Religiosas de Alto Selva Alegre son:
- La Virgen de Chapi.
- El Señor de los Milagros.
- El Señor de Huanca.

## Instituciones educativas Emblemáticas
- I.E. San Martín de Porres - Circa
- I.E. Santa Rosa de Lima - Circa

I.E. San José Obrero - Circa

## Transporte
Las rutas de transporte masivo de pasajeros que circularán en el distrito de Alto Selva Alegre son las siguientes:
| FASE OPERATIVA | FASE OPERATIVA          | FASE OPERATIVA | FASE OPERATIVA                              | FASE OPERATIVA                                     |
| Cuenca         | Concesionario           | Ruta *         | Ruta *                                      | Ruta *                                             |
| Cuenca         | Concesionario           | Código         | Desde                                       | Hasta                                              |
| -------------- | ----------------------- | -------------- | ------------------------------------------- | -------------------------------------------------- |
| C - 1          | Integra Arequipa S.A.C. | BT2            | Terminal Pesquero Río Seco (Cerro Colorado) | Urbanización Lara (Socabaya)                       |
| C - 4          | Unión AQP S.A.          | A14            | El Mirador (Alto Selva Alegre)              | La Salle (Cercado)                                 |
| C - 4          | Unión AQP S.A.          | A40            | Javier Heraud (Alto Selva Alegre)           | La Paz (Cercado)                                   |
| C - 4          | Unión AQP S.A.          | A41            | Villa Ecológica (Alto Selva Alegre)         | Goyeneche (Cercado)                                |
| C - 4          | Unión AQP S.A.          | T15            | San Luis (Alto Selva Alegre)                | La Merced (Cercado)                                |
| C - 4          | Unión AQP S.A.          | T16            | San Luis (Alto Selva Alegre)                | Terminal Terrestre (J.L.B.Y.R. / Hunter / Cercado) |
| C - 4          | Unión AQP S.A.          | T17            | Señor de las Piedades (Alto Selva Alegre)   | Terminal Terrestre (J.L.B.Y.R. / Hunter / Cercado) |
| C - 4          | Unión AQP S.A.          | T18            | Huarangal (Alto Selva Alegre)               | Terminal Terrestre (J.L.B.Y.R. / Hunter / Cercado) |
| C - 4          | Unión AQP S.A.          | T38            | Villa Confraternidad (Alto Selva Alegre)    | Mercado Mayorista Los Incas (J.L.B.Y.R.)           |

* Las rutas operan en ambos sentidos.
IMPORTANTE:
- La Municipalidad Provincial de Arequipa (MPA), a través del SITransporte podrá crear rutas o extender recorridos de las rutas ya establecidas para la cobertura total del distrito.
- La tarifa del pasaje se pagará solo una vez, tendrá una duración de 59 minutos y se podrá realizar tres viajes como máximo.

## Deportes
El distrito tiene como estadio principal al Complejo Deportivo "Alto Selva Alegre", con capacidad para 500 espectadores, sitio donde se juega la Liga Distrital de Fútbol de Alto Selva Alegre. Otras canchas populares son el Complejo Deportivo "Roosevelt", el Complejo Deportivo "Romero" y el Complejo Deportivo "Independencia", siendo el último donde se realizan campeonatos de Fútbol Sénior y máster.
En 23 000 m² de lo que era un descampado, se construyó un Parque Temático, que cuenta con un parque de patinaje, de fulbito, de frontón, con un recódromo (pared artificial para escalar) y 5 módulos de juegos para niños basados en temas marinos: juego del pulpo, del caballito de mar, de la medusa, de la langosta y de la estrella de mar. También cuenta con una concha acústica y un pequeño anfiteatro para realizar actividades culturales. Se encuentra ubicado en el Sector "Independencia". Se invirtió S/. 6'988'000 para su creación y ahora, es un referente de la diversión en Arequipa.
Entre los clubes más antiguos y populares del distrito, destacan: El Club Deportivo Palmeiras (fundado el 8 de septiembre de 1958), el club Atlético Alianza (fundado el 29 de enero de 1959) , el Club Deportivo "Defensor Alto Gráficos" (fundado el 26 de marzo de 1964), el Club Deportivo "Estrella Solitaria", el Club Deportivo "Do Brasil". el Club Deportivo "Barcelona FC" , el Club Deportivo "Real Ajax", entre otros.
El equipo de vóley del distrito también participa en los campeonatos locales el equipo más reconocido en Voleibol es el TAURO CLUB, que llegó a ser campeón de clubes de arequipa.